# Na melinę
Na melinę – polski, krótkometrażowy film telewizyjny z 1965 roku w reż. Stanisława Różewicza na podstawie opowiadania Jana Józefa Szczepańskiego pt. Wszarz. Pierwszy z 8-odcinkowego cyklu telewizyjnego pt. Dzień ostatni, dzień pierwszy. 

## Fabuła
Polska pod okupacją niemiecką podczas II wojny światowej. Oddział partyzantów, wobec zbliżającej się zimy, przygotowuje się do rozproszenia po "melinach" – tj. bezpiecznych kryjówkach. Jego członkowie przy pomocy miejscowego fotografa licznie robią sobie zdjęcia do "lewych" dokumentów. Całe przedsięwzięcie obserwuje stary dziad-żebrak, którego zainteresowanie w końcu wzbudza niepokój partyzantów. Ich dowódca postanawia urządzić małą prowokację – kilku z jego partyzantów, w przebraniu niemieckich żandarmów zatrzymuje starca i zaczyna go wypytywać o partyzantów. Żebrak bez wahania wskazuje ich miejsce stacjonowania w pobliskim lesie. Jest nawet gotów zastrzelić jednego ze "schwytanych" partyzantów. W zamian prosi jedynie o jego kożuch i buty. Decyzja dowódcy oddziału o zdemaskowanym konfidencie jest szybka i jednoznaczna – śmierć przez rozstrzelanie. Całość akcji kończy lakoniczny raport dowódcy oddziału do zwierzchników.   

## Obsada aktorska
- Wojciech Pokora – partyzant
- Janusz Paluszkiewicz – sierżant "Skrzetuski"
- Jerzy Kaczmarek – plutonowny "Głośny"
- Leopold René Nowak – wartownik
- Kazimierz Dejunowicz – leśniczy
- Jan Kociniak – kapral "Zbirek"
- Stanisław Mikulski – porucznik, dowódca kompanii AK "Akacja"
- Józef Nowak – sierżant "Hieronim", szef kompanii AK "Akacja"
- Kazimierz Opaliński – żebrak
- Sylwester Przedwojewski – fotografowany partyzant
- Marian Rułka – partyzant-"żołnierz niemiecki"